# Miss Ungaria
Miss Ungaria (Miss Hungary și Miss Magyarország) este un concurs de frumusețe național care din anul 1920 se organizează aproape anual în Ungaria. La concurs pot să i-a parte femei necăsătorite. Un nume învechit al titlului folosit în străinătate era "Miss Danube". Printre primele câștigătoare a titlului din anul 1929 a fost Böske Simon, care a ajuns pe locul doi la concursul Miss Europe. În perioada războiului mondial, și perioadei comuniste, concursul de frumusețe nu a avut loc. Abia în anul 1980 a fost organizat din nou, câștigătoarea fiind numită "Magyarország Szépe" și "Miss Hungary". Din anul 1992 este organizat concursul "Miss Universe Hungary" iar din 1996 titlul este concurat de "Miss World Hungary", câștigătoarele putând candida pentru titlul de Miss Universe, respectiv Miss World.

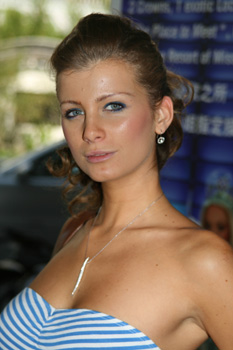
Krisztina Bodri, Miss World Hungary 2007

## Câștigătoarele concursului de frumusețe
| Anul    | Miss Hungaria                            |
| ------- | ---------------------------------------- |
| 1929    | [„Böske”] Erzsébet Simon                 |
| 1930    | Mária Papst                              |
| 1931    | Maria von Tasnady [Maria Tasnády-Fekete] |
| 1932    | Ica Lampel                               |
| 1933    | Julie Gal [Júlia Gál]                    |
| 1934    | Renée Gosztony                           |
| 1935    | Eva Feher / Maria Nagy (Miss Danube)     |
| 1936    | Sari Gábor [Zsa Zsa Gábor]               |
| 1937    | ?                                        |
| 1938    | Anna Zalain                              |
| 1939ff. | ? (n-a avut loc ?)                       |

| Anul    | Miss Hungary                     |
| ------- | -------------------------------- |
| 1985    | Csilla Andrea Molnar             |
| 1986-88 | n-a avut loc                     |
| 1989    | Magdolna Gerlóczy                |
| 1990    | Kinga Czuczor                    |
| 1991    | Antónia Bálint / Orsolya Michina |
| 1992    | Bernadett Papp                   |
| 1993    | n-a avut loc                     |
| 1994    | Tímea Farkas                     |
| 1995    | Ildikó Veinberger                |
| 1996    | Nikita Gross                     |
| 1997    | n-a avut loc                     |
| 1998    | Leila Sas                        |
| 1999    | Jázmin Dammak                    |
| 2000    | Melinda Erdélyi                  |
| 2001    | Szabina Stedra                   |
| 2002    | Szilvia Tóth                     |
| 2003    | Edina Balogh                     |
| 2004    | Nóra Nagy                        |
| 2005    | Noémi Oláh                       |
| 2006    | Kitti Szabó                      |
| 2007    | Katalin Koller                   |
| 2008    | Ildikó Polgár                    |
| 2009    | Maximovits Anett                 |
| 2010    | Gregori Dóra                     |
| 2011    | Bertók Marianna Maya             |

| Anul | Miss World Hungary |
| ---- | --- |
| 1996 | Andrea Deák |
| 1997 | Beáta Petes |
| 1998 | Éva Horváth |
| 1999 | Erika Dankai |
| 2000 | Judit Kutcha |
| 2001 | Zsóka Kapócs |
| 2002 | Renáta Rozs |
| 2003 | Eszter Tóth |
| 2004 | Veronika Orbán |
| 2005 | Tünde Semmi-Kis |
| 2006 | Renáta Tóth |
| 2007 | Krisztina Bodri |
| 2008 | Szilvia Freire |
| 2009 | Orsolya Serdült |
| 2010 | Dobó Ágnes câștigătoarea inițială, datorită unei accidentări a renunțat la participarea la etapa internațională a concursului |
| 2010 | Kaló Jennifer |
| 2011 | Szunai Linda |
| 2012 | Cserháti Tamara |

| Anul | Miss Universe Hungary |
| ---- | --------------------- |
| 1992 | Dóra Patkó            |
| 1993 | Zsanna Pardy          |
| 1994 | Szilvia Fórián        |
| 1995 | Andrea Harsányi       |
| 1996 | Andrea Deák           |
| 1997 | Ildikó Kecán          |
| 1998 | Ágnes Nagy            |
| 1999 | Anett Garami          |
| 2000 | Isabella Kiss         |
| 2001 | Ágnes Helbert         |
| 2002 | Edit Friedl           |
| 2003 | Viktória Tomozi       |
| 2004 | Blanka Bakos          |
| 2005 | Szandra Proksa        |
| 2006 | Adrienn Bende         |
| 2007 | Ildikó Bóna           |
| 2008 | Jázmin Dammak         |
| 2009 | Zsuzsa Budai          |
| 2010 | Babinyecz Tímea       |
| 2011 | Lipcsei Betta         |